# 拉塞福 (單位)
在實驗室所用的放射性物質之量，同常為毫居里或為居里之程度。為使用上方便計量又提出一單位，稱之為拉塞福，1拉塞福即為1×{\displaystyle 10^{6}}dps(disintegration per second)之放射性物質的量，通常以rd代表之。1拉塞福等於37分之一毫居里。